# Angolanische Fußballnationalmannschaft/Weltmeisterschaften
Der Artikel beinhaltet eine ausführliche Darstellung der angolanischen Fußballnationalmannschaft bei Fußball-Weltmeisterschaften. Die angolanische Mannschaft nahm erstmals an der Qualifikation für die WM 1986 teil und konnte sich bisher nur für die WM 2006 in Deutschland qualifizieren.

## Übersicht
| Jahr | Gastgeberland  | Teilnahme bis …    | Letzte(r) Gegner       | Ergebnis | Trainer                 | Bemerkungen und Besonderheiten |
| ---- | -------------- | ------------------ | ---------------------- | -------- | ----------------------- | --- |
| 1930 | Uruguay        | nicht teilgenommen |                        |          |                         | Kein selbständiger Staat |
| 1934 | Italien        | nicht teilgenommen |                        |          |                         | Kein selbständiger Staat |
| 1938 | Frankreich     | nicht teilgenommen |                        |          |                         | Kein selbständiger Staat |
| 1950 | Brasilien      | nicht teilgenommen |                        |          |                         | Kein selbständiger Staat |
| 1954 | Schweiz        | nicht teilgenommen |                        |          |                         | Kein selbständiger Staat |
| 1958 | Schweden       | nicht teilgenommen |                        |          |                         | Kein selbständiger Staat |
| 1962 | Chile          | nicht teilgenommen |                        |          |                         | Kein selbständiger Staat |
| 1966 | England        | nicht teilgenommen |                        |          |                         | Kein selbständiger Staat |
| 1970 | Mexiko         | nicht teilgenommen |                        |          |                         | Kein selbständiger Staat |
| 1974 | Deutschland    | nicht teilgenommen |                        |          |                         | Kein selbständiger Staat |
| 1978 | Argentinien    | nicht teilgenommen |                        |          |                         | noch kein Verband |
| 1982 | Spanien        | nicht teilgenommen |                        |          |                         | |
| 1986 | Mexiko         | nicht qualifiziert |                        |          |                         | In der Qualifikation im Viertelfinale an Algerien gescheitert. |
| 1990 | Italien        | nicht qualifiziert |                        |          |                         | In der Qualifikation in der 2. Runde an Kamerun gescheitert. |
| 1994 | USA            | nicht qualifiziert |                        |          |                         | In der Qualifikation in der 1. Runde an Simbabwe gescheitert, das sich ebenfalls nicht qualifizieren konnte.                                                                                          |
| 1998 | Frankreich     | nicht qualifiziert |                        |          |                         | In der Qualifikation in der 2. Runde an erneut an Kamerun gescheitert. |
| 2002 | Südkorea/Japan | nicht qualifiziert |                        |          |                         | In der Qualifikation in der 2. Runde wieder an Kamerun gescheitert. |
| 2006 | Deutschland    | Vorrunde           | Portugal, Mexiko, Iran | 23.      | Luís Oliveira Gonçalves | Nach einer knappen Niederlage (gegen Portugal) und zwei Remis als Gruppendritter ausgeschieden |
| 2010 | Südafrika      | nicht qualifiziert |                        |          |                         | In der Qualifikation in der 2. Runde am Benin gescheitert, der sich ebenfalls nicht qualifizieren konnte.                                                                                             |
| 2014 | Brasilien      | nicht qualifiziert |                        |          |                         | In der Qualifikation konnte sich Angola nicht gegen den Senegal, Uganda und Liberia durchsetzen und hatte bereits nach dem 1:2 am 15. Juni 2013 gegen Uganda keine Chance mehr sich zu qualifizieren. |
| 2018 | Russland       | nicht qualifiziert |                        |          |                         | In der Qualifikation musste die Mannschaft erst in der zweiten Runde eingreifen und traf im November 2015 auf Südafrika. Durch zwei Niederlagen wurde die dritte Runde verpasst.                      |
| 2022 | Katar          | nicht qualifiziert |                        |          |                         | In der Qualifikation an Ägypten, Gabun und Libyen gescheitert. |

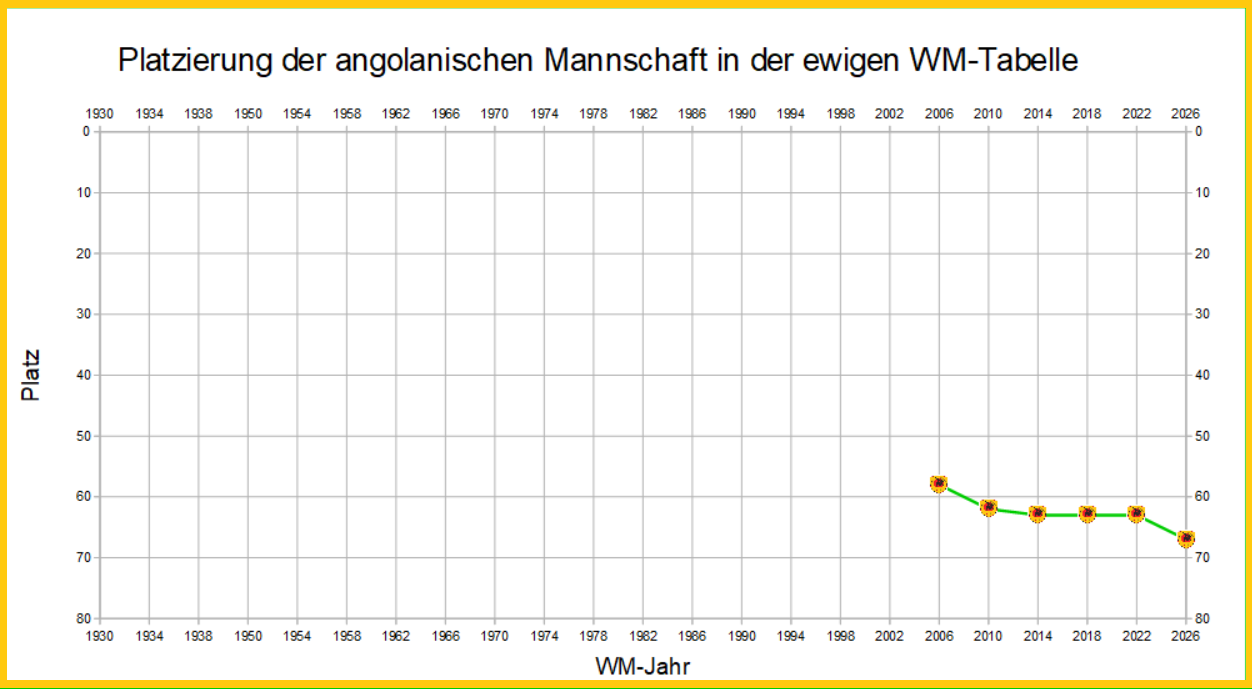
Platzierung der angolanischen Mannschaft in der ewigen WM-Tabelle

Statistik (Angaben inkl. 2022: 22 Weltmeisterschaften; Prozentangaben sind gerundet)
- Nicht teilgenommen (kein selbständiger Staat oder nicht anerkannt): 12× (54,5 %; 1930 bis 1982)
- Nicht qualifiziert: 9× (41 %; 1986, 1990, 1994, 1998, 2002, 2010, 2014, 2018 und 2022)
- Sportliche Qualifikation: 1× (4,5 % bzw. bei 10 % der Versuche)
  - Vorrunde: 1× (4,5 %; 2006)

## WM-Turniere

### 1930 bis 1974, 1978 und 1982
Angola war bis 1975 portugiesische Kolonie, die erst im Zuge der Nelkenrevolution unabhängig wurde, und konnte so nicht an den ersten 10 WM-Turnieren teilnehmen. Da die Federação Angolana de Futebol erst 1979 gegründet und 1980 in die FIFA aufgenommen wurde, konnte auch an der Qualifikation für die WM 1978 nicht teilgenommen werden. Auf die Teilnahme an der Qualifikation für die WM 1982 verzichtete Angola, auch bedingt durch den auf die Unabhängigkeit folgenden Bürgerkrieg. Im Gegensatz zu einigen in Mosambik, der anderen portugiesischen Kolonie geborenen Spielern, z. B. Eusébio, gehörten 1966 bei der ersten WM-Teilnahme Portugals aber keine in Angola geborenen Spieler zum portugiesischen Kader.

### 1986 in Mexiko
In der Qualifikation zur zweiten WM in Mexiko bestritt Angola am 1. Juli 1984 in Luanda das erste WM-Qualifikationsspiel und gewann mit 1:0 gegen den Senegal. Da das Rückspiel 14 Tage später in Dakar mit 0:1 n. V. verloren wurde, kam es zum Elfmeterschießen. Dieses gewann Angola mit 4:3. In der zweiten Runde spielte Angola erstmals gegen Algerien. In Luanda reichte es nur zu einem 0:0 und beim Rückspiel in Algier verlor Angola mit 2:3. Algerien gelang dann im weiteren Verlauf die Qualifikation zur Endrunde.

### 1990 in Italien
Für die Qualifikation zur zweiten WM in Italien musste Angola in der ersten Runde gegen den Sudan antreten. Zwar gelang im Heimspiel nur ein 0:0, das Rückspiel im Sudan wurde aber mit 2:1 gewonnen. In der zweiten Runde waren dann Kamerun, das anschließend in Italien für Furore sorgte, und Nigeria  stärker. Punktgleich mit Gabun, aber mit der besseren Tordifferenz, belegte Angola nur den dritten Platz.

### 1994 in den Vereinigten Staaten
Für die Qualifikation zur WM in den USA wurden die Angolaner in eine Gruppe mit Simbabwe, Ägypten und Togo gelost, das für die Mannschaft von Sierra Leone der Gruppe zugeordnet wurde, da diese nach der Auslosung zurückzog. Angola gewann lediglich in Togo und spielte daheim unentschieden gegen Ägypten sowie Simbabwe, verlor aber die Auswärtsspiele dort. Das Heimspiel gegen Togo fand am Ende nicht mehr statt, da es bedeutungslos war, weil beiden ein Sieg nichts mehr genützt hätte. Simbabwe scheiterte dann in der zweiten Runde an Kamerun.

### 1998 in Frankreich
Die Qualifikation zur zweiten WM in Frankreich verlief nur etwas besser. Die erste Runde überstand Angola durch zwei Siege (2:0 und 3:1) gegen Uganda. In der zweiten Runde gelangen dann zwar zwei Remis gegen Kamerun, aber am Ende hatte Kamerun mehr Punkte, da Kamerun alle anderen Spiele gewann, während Angola zwar die Heimspiele gegen Simbabwe sowie Togo gewann, dort aber auch nur remis spielte. So schied Angola, ohne ein Spiel verloren zu haben, in der Qualifikation aus.

### 2002 in Japan und Südkorea
In der Qualifikation für die erste WM in Asien setzte sich Angola in der ersten Runde mit 1:0 und 7:1 gegen Swasiland durch. In der zweiten Runde war dann wieder Kamerun stärker. Lediglich Sambia, Togo und Libyen konnten auf die Plätze verwiesen werden, gegen die aber zu viele Punkte bei den Remis-Spielen verloren wurden. Mit nur einer Niederlage in Kamerun schied Angola als Gruppenzweiter aus.

### 2006 in Deutschland

Die Aufstellung im ersten WM-Spiel

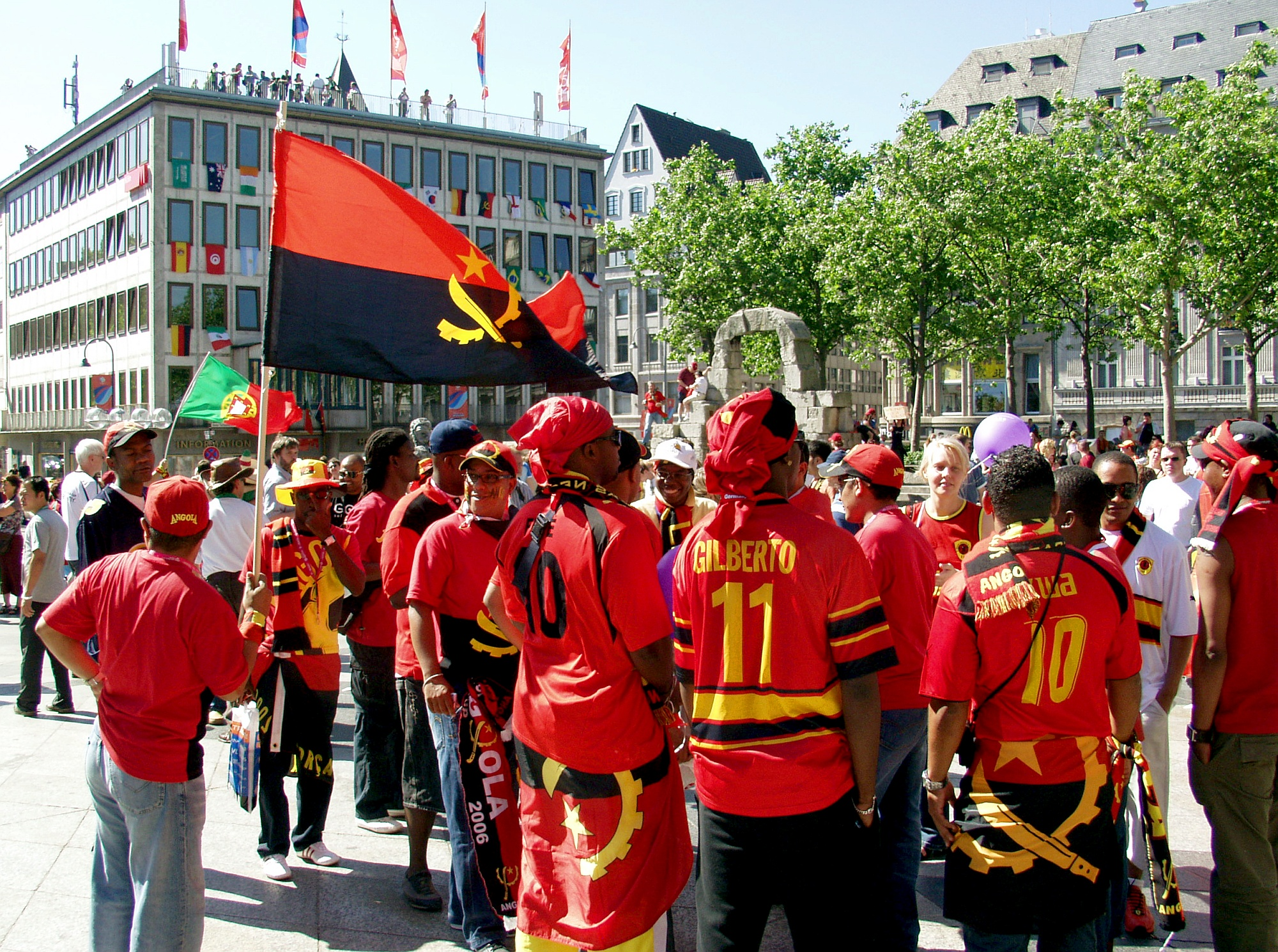
Angolanische Fans vor dem ersten WM-Spiel in Köln

Für die zweite Weltmeisterschaft in Deutschland konnte sich Angola dann endlich qualifizieren. Der Start begann allerdings holprig, denn in der ersten Runde wurde das erste Spiel im Tschad mit 1:3 verloren und nur durch die Auswärtstorregel reichte das 2:0 im Rückspiel zum Weiterkommen. In der zweiten Runde waren dann Nigeria, Simbabwe, Gabun, Algerien und Ruanda die Gegner. Am Ende hatten Angola und Nigeria 21 Punkte, Nigeria zwar die bessere Tordifferenz, aber der direkte Vergleich (1:0 und 1:1) sprach für Angola.
In Deutschland traf die Mannschaft im ersten WM-Spiel ihrer Geschichte auf die ehemalige Kolonialmacht Portugal und verlor durch ein von Pauleta bereits in der vierten Minute erzieltes Tor mit 0:1, zog sich dabei aber besser aus der Affäre als bei den beiden mit 0:6 und 1:5 verlorenen Freundschaftsspielen, die 1989 und 2001 stattfanden. Im zweiten Spiel gegen Mexiko gelang durch ein torloses Remis der erste Punktgewinn bei einer WM und gegen den Iran erzielte Flávio da Silva Amado beim 1:1 das bisher einzige Tor für Angola, neun Minuten, nachdem er in der 51. Minute eingewechselt wurde. Für dieses Tor war in Angola ein 100.000 € teures Haus ausgelobt. Die zwei Remis waren dann aber zu wenig, um das Achtelfinale zu erreichen, und so verabschiedete sich Angola für mindestens 20 Jahre von der WM-Bühne.

### 2010 in Südafrika
Die Qualifikation für die erste WM in Afrika wurde dann wieder nicht geschafft. In der zweiten Runde war überraschend Benin stärker und auch Uganda konnte nur durch die bessere Tordifferenz auf Platz 3 verwiesen werden, wobei in Uganda mit 1:3 verloren wurde und auch das Heimspiel nur torlos endete. Lediglich der Niger hatte mit der Entscheidung nichts zu tun.

### 2014 in Brasilien
Die Qualifikation für die zweite WM in Brasilien verlief dann noch schlechter. Während der Senegal mit je drei Siegen und Unentschieden Gruppensieger wurde, reichte es für Angola hinter Uganda nur zu Platz 3 vor Liberia. Der Senegal schied dann in den Entscheidungsspielen gegen die Elfenbeinküste aus.

### 2018 in Russland
In der Qualifikation musste die Mannschaft erst in der zweiten Runde eingreifen, die im November 2015 stattfand. In der einzigen Paarung zweier ehemaliger afrikanischer WM-Teilnehmer war Südafrika der Gegner, und Angola verlor beide Spiele. Angola war damit der zweite ehemalige afrikanische WM-Teilnehmer, der ausschied.

### 2022 in Katar
In der Qualifikation musste die Mannschaft in der ersten Runde gegen Gambia antreten und gewann die Spiele im September 2019 mit 1:0 und 2:1. Die zweite Runde sollte eigentlich im März 2020 beginnen, wurde dann wegen der COVID-19-Pandemie mehrfach verschoben und begann dann erst im September 2021. Hier waren Ägypten, Gabun und Libyen die Gegner. Angola verlor die ersten beiden Spiele gegen die Nordafrikaner mit 0:1. Dann folgte im Oktober zunächst ein 3:1-Sieg und eine 0:2-Auswärtsniederlage gegen Gabun. Zwar gelang dann im fünften Spiel ein 2:2 im Heimspiel gegen Ägypten, den Ägyptern reichte das aber um sich für die dritte Runde zu qualifizieren, die Angola damit verpasste. Das Remis im letzten Spiel in Libyen reichte dann auch nicht, um den letzten Platz zu verlassen.

### 2026 in Kanada, Mexiko und den USA
Für die erste WM in drei Ländern wurde die Zahl der Teilnehmer auf 48 erhöht und den afrikanischen Mannschaften vier feste Plätze mehr zugestanden, so dass sich nun neun CAF-Mitglieder direkt qualifizieren können. Eine weitere afrikanische Mannschaft, die unter den Gruppenzweiten der ersten Runde ermittelt wird, nimmt am WM-Play-off-Turnier im März 2026 teil. Die Angolaner treffen in der ersten Runde zwischen November 2023 und Oktober 2025 in Hin- und Rückspielen auf Eswatini, Kamerun, Kap Verde, Libyen und Mauritius. Gegen Kamerun und Kap Verde ist die Bilanz negativ, gegen Libyen ausgeglichen, gegen Mauritius und Eswatin/Swasiland positiv.

## Spieler

### Rangliste der angolanischen WM-Spieler mit den meisten Einsätzen
01. Akwá, Luís Delgado, Figueiredo, Jamba, Zé Kalanga, Kali, Locô, Mateus, Mendonça, Miloy und João Ricardo – 3 Spiele bei 1 Turnier

### Rangliste der angolanischen WM-Spieler mit den meisten Toren
01. Flávio da Silva Amado – 1 Tor

### WM-Kapitäne
- 2006: Akwá (im 3. Spiel ausgewechselt)

### Bei Weltmeisterschaften gesperrte Spieler
- 2006: Im zweiten Gruppenspiel gegen Mexiko erhielt André Macanga zunächst die zweite Gelbe Karte und dann wegen absichtlichen Handspiels auch noch die Gelb-Rote Karte und war für das letzte Spiel gegen den Iran gesperrt. In diesem Spiel erhielten auch noch Zé Kalanga und Locô die zweite gelbe Karte, die aber aufgrund des Ausscheidens keinen Effekt hatte.

### Anteil der im Ausland spielenden Spieler im WM-Kader
Bei der ersten Teilnahme setzte Angola überwiegend im Ausland, vornehmlich in der ehemaligen Kolonialmacht Portugal spielende Spieler ein, von denen aber nur der bei Benfica Lissabon spielende Mantorras bei einem Verein der ersten Liga spielte.
| Jahr (Spiele) | Anzahl (Länder)                                                                          | Spieler (Einsätze) |
| ------------- | ---------------------------------------------------------------------------------------- | --- |
| 2006 (3)      | 13 (1 in Ägypten, 1 in England, 1 in Frankreich, 1 in Katar, 1 in Kuwait, 8 in Portugal) | Flávio (1); Rui Marques (2); Titi Buengo (0); Akwá (3); André Macanga (2); Marco Abreu (0), Marco Airosa (0), Édson (1), Figueiredo (3), Kali (3), Mantorras (2), Mateus (3), Mendonça (3) |

## Spiele
Angola bestritt bisher drei WM-Spiele. Davon wurde keins gewonnen, eins verloren, und zwei endeten remis.
| Alle WM-Spiele |               |          |          |          |   |                |                                   |
| Nr.            | Datum         | Gegner   | Ergebnis | Anlass   |   | Austragungsort | Bemerkung                         |
| 1.             | 11. Juni 2006 | Portugal | 0:1      | Vorrunde | * | Köln (DEU)     |                                   |
| 2.             | 16. Juni 2006 | Mexiko   | 0:0      | Vorrunde | * | Hannover (DEU) | Erstes Länderspiel gegen Mexiko   |
| 3.             | 21. Juni 2006 | Iran     | 1:1      | Vorrunde | * | Leipzig (DEU)  | Erstes Länderspiel gegen den Iran |